# Pettenasco
Pettenasco – miejscowość i gmina we Włoszech, w regionie Piemont, w prowincji Novara.
Według danych na rok 2004 gminę zamieszkiwało 1310 osób, 187,1 os./km².